# (252) Clementina
(252) Clementina és un asteroide pertanyent al cinturó d'asteroides descobert l'11 d'octubre de 1885 per Henri Joseph Anastase Perrotin des de l'observatori de Niça, França.
L'origen del nom no és segur, però es creu que s'anomena així per la deessa romana, Clementia, o pel nom del primer gat de Perrotin.